# 新紀元
『新紀元』（しんきげん）は、社会主義（とりわけキリスト教社会主義）の立場をとる改革派の機関誌である。1905年11月から1906年11月の間に月刊で発行されていた。

## 概要
1905年10月の平民社解散を受けて、同年11月10日に創刊号が発行された。編集に携わったメンバーには、木下尚江、安部磯雄、片山潜、石川三四郎などがいる。通算13号が発行された。
1906年2月、『新紀元』のメンバーは唯物論派の『光』のメンバーとともに日本社会党を結成し、再建された『日刊平民新聞』に合流した。しかし、日本社会党は結党大会後まもない1907年2月の結社禁止命令によって解散を余儀なくされた。
『新紀元』の内容は、1961年に明治文献資料刊行会が発行した史料集の一つに収録されている。